# Generalen i sin labyrint
Generalen i Sin Labyrint (original spansk titel: El general en su Laberinto) er en roman af den colombianske forfatter og nobelprismodtager Gabriel García Márquez. Det er en fiktiv genfortælling af de sidste dage i livet for den sydamerikanske frihedshelt Simón Bolívar (1783-1830). Romanen blev udgivet første gang i 1989 og skildrer Bolívars sidste rejse fra Bogotá til Colombias caribiske kyst i hans forsøg på at forlade Sydamerika til eksil i Europa. 
I romanen om den aldrende og slagne helt og diktator vinder "fortvivlelse, sygdom og død uundgåeligt over kærlighed, sundhed, og liv". I et brud med den traditionelle heroiske skildring af Bolívar "Befrieren", viser García Márquez en patetisk hovedperson, en for tidligt ældet mand, der er fysisk syg og mentalt udmattet. Historien udforsker Bolívars livslabyrint gennem hans erindringer. 
Efter succesen med sine tidligere værker som Hundrede års ensomhed og Kærlighed i koleraens tid, besluttede García Márquez at skrive om den "Store Befrier" efter at have læst en ufærdig roman om Bolívar af sin ven Álvaro Mutis. Han lånte handlingens omstændigheder - Bolívars togt ned ad Magdalenafloden i 1830 - fra Mutis. Efter to års forskning, der inkluderede læsning af de omfattende erindringer skrevet af Bolívars irske aide-de-camp, Daniel Florencio O'Leary, samt talrige andre historiske dokumenter og konsultationer med akademikere, udgav García Márquez sin roman om de sidste syv måneder af Bolívars liv.
Dens blanding af genrer gør Generalen i sin Labyrint svær at klassificere, og kritikere er uenige om, hvor den ligger på skalaen mellem roman og historisk beskrivelse. García Márquez' indsætter fortolkende og fiktive elementer, hvoraf nogle beskæftiger sig med Bolívars mest intime øjeblikke, hvilket forårsagede harme i dele af Latinamerika ved bogens udgivelse. Mange prominente latinamerikanske kritikere mente, at romanen skadede Bolivars omdømme og hans rolle som en af regionens vigtigste historiske figurer, og at den videregav et negativt billede af befrielseshelten og af Latinamerika til omverdenen. Andre så Generalen i sin Labyrint som en opsang til latinamerikansk kultur og en udfordring om at beskæftige sig med sine problemer.
Bogen udkom på dansk i 1989 på Samlerens Forlag i oversættelse af Annette Rosenlund.